# Vì tự do của chúng tôi và của bạn

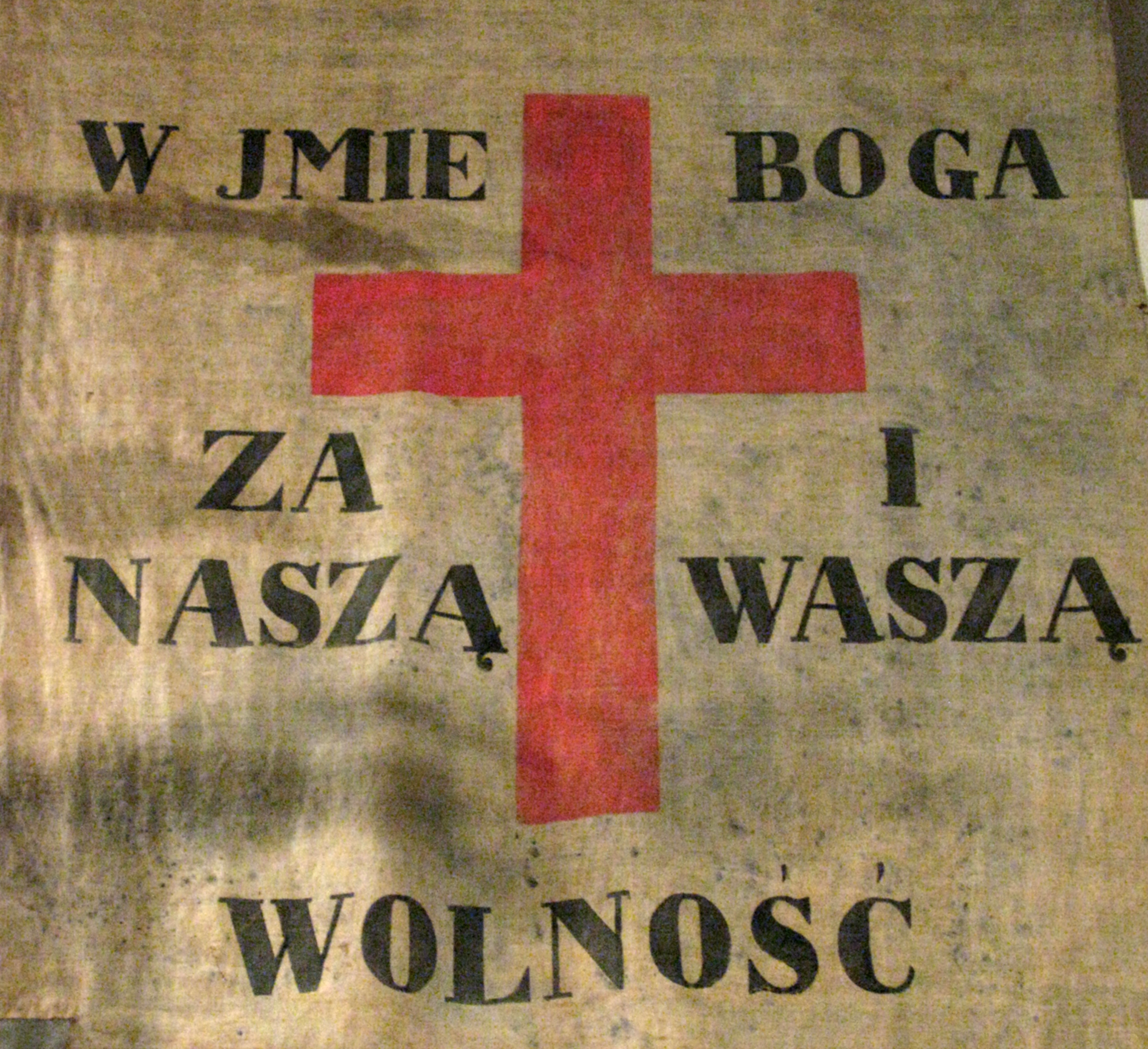
Cờ của Khởi nghĩa tháng Mười một 1831

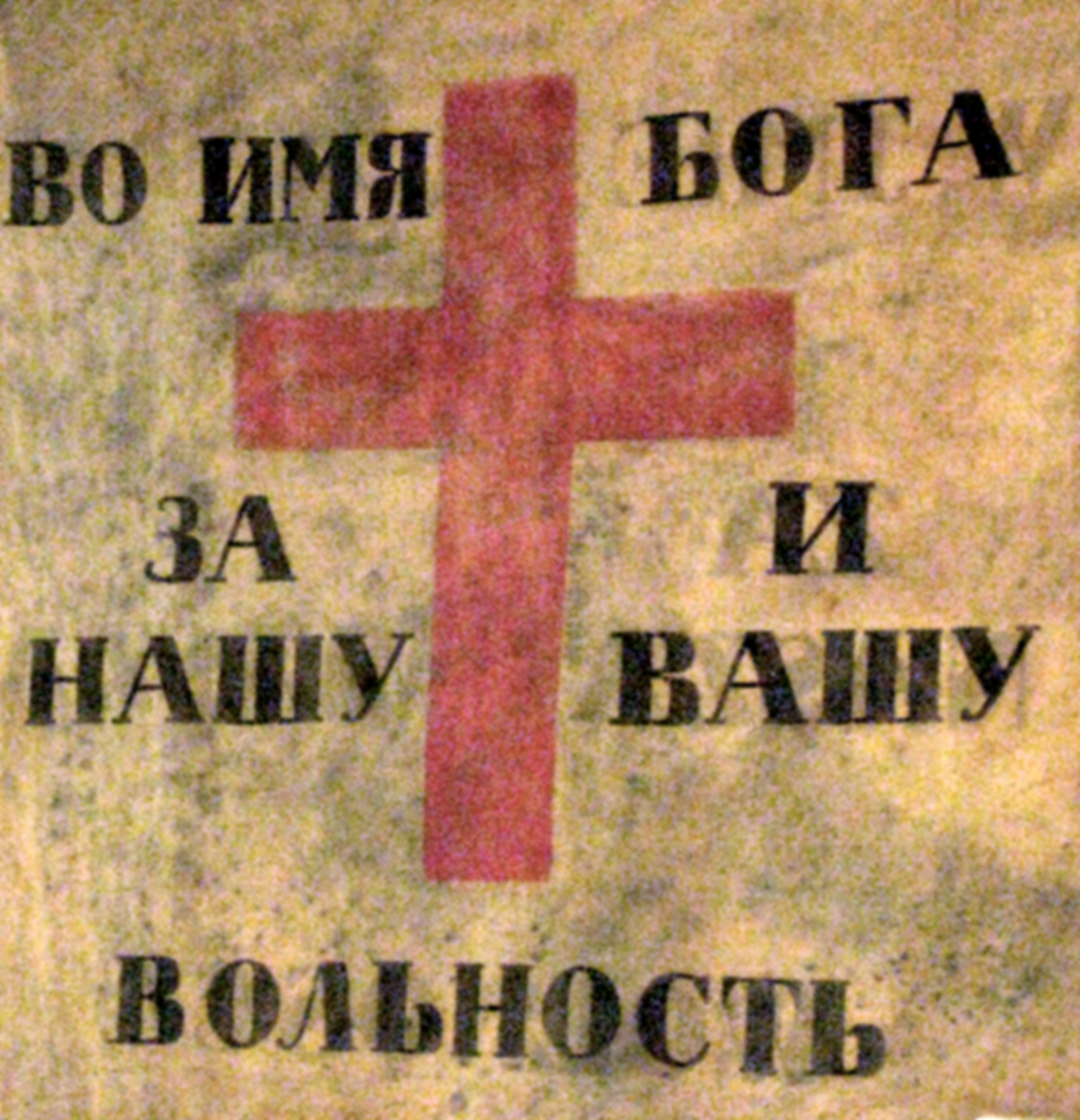
một phiên bản bằng chữ cái Cyrillic, bằng tiếng Nga

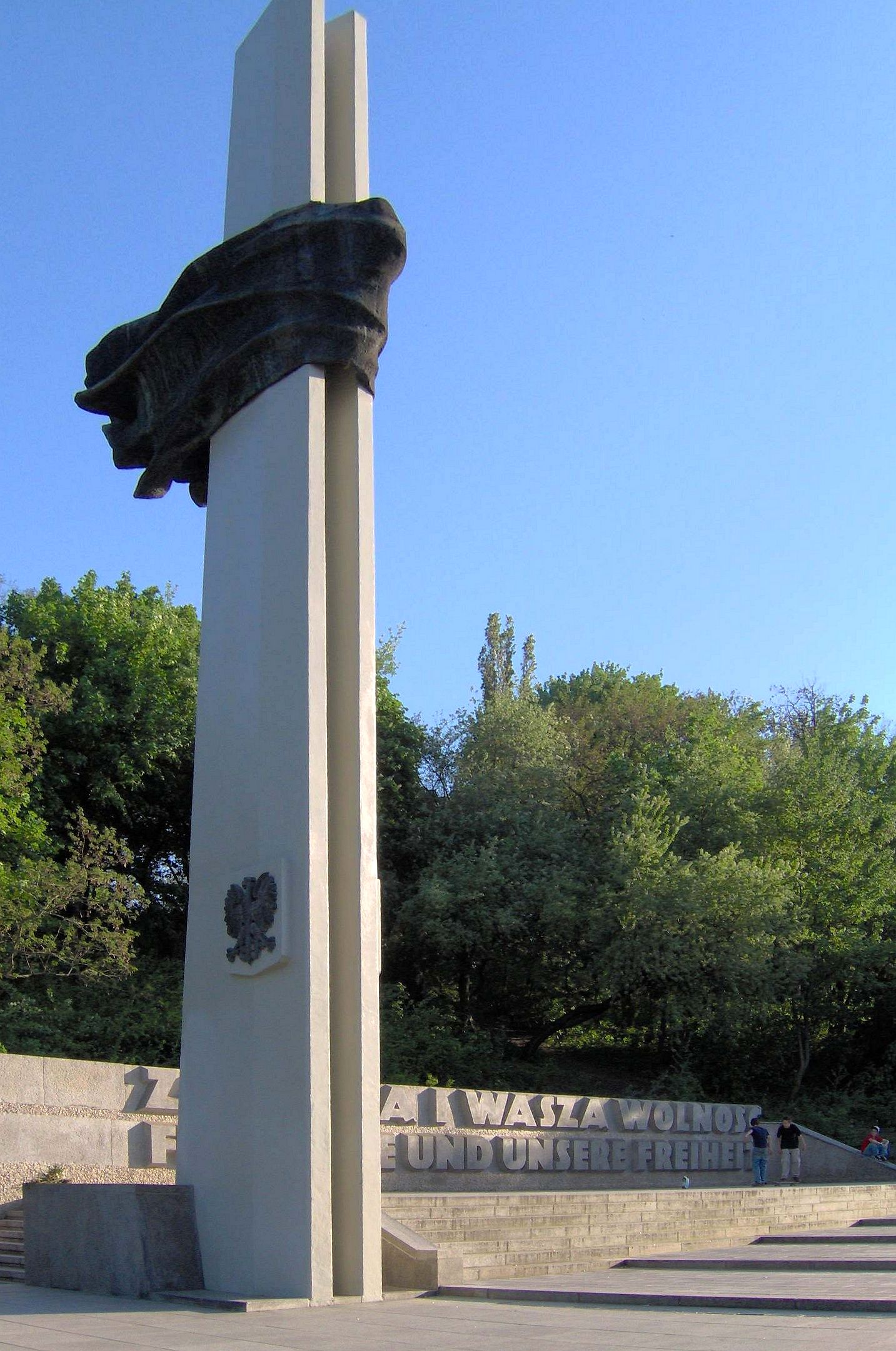
Đài tưởng niệm Lính Ba Lan và những người chống Phát xít Đức 1939-1945 ở Berlin.

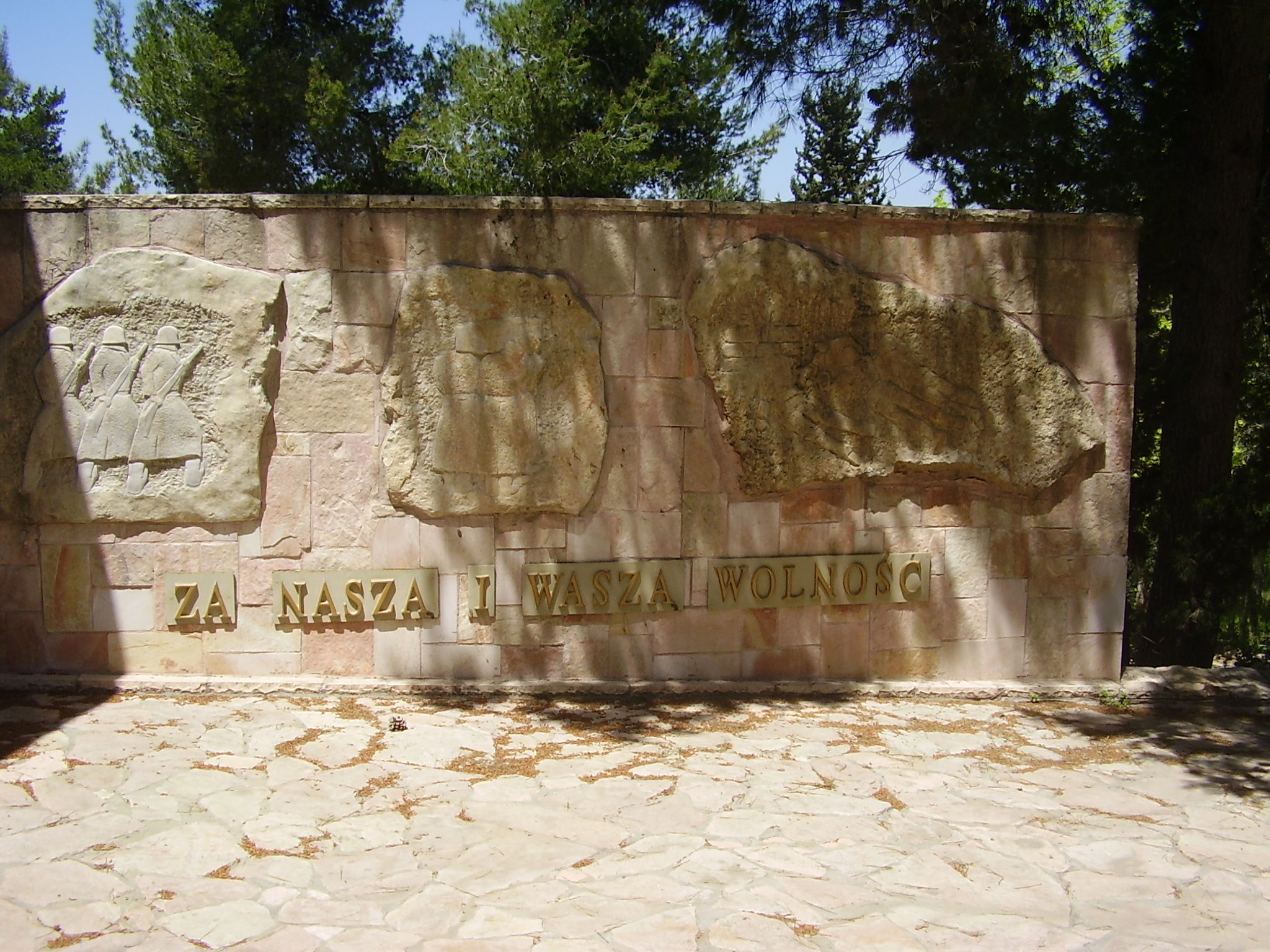
Khẩu hiệu: "Vì tự do của chúng tôi và của các bạn" tại đài kỷ niệm ở Jerusalem tưởng nhớ những người lính Do Thái trong Quân đội Ba Lan chống lại Đức Quốc xã 1939-1945.

Vì tự do của chúng tôi và của bạn (tiếng Ba Lan: Za naszą i waszą wolność) là một trong những tiêu ngữ không chính thức của Ba Lan. Thường gắn liền với khoảng thời gian khi những Người lính Ba Lan, Lưu vong trong giai đoạn Ba Lan bị chia cắt, tham gia đấu tranh cho Chủ nghĩa ly khai trên toàn thế giới. Được nhìn thấy lần đầu tiên trong một cuộc biểu tình yêu nước để kỷ niệm Khởi nghĩa tháng Chạp, được tổ chức ngày 25 tháng 1 năm 1831 ở Warszawa 1, nhiều khả năng tác giả là Joachim Lelewel. Ban đầu, khẩu hiệu được viết bằng tiếng Ba Lan và Nga, và để nhấn mạnh rằng chiến thắng của Khởi nghĩa tháng Chạp cũng đồng nghĩa với tự do cho Ba Lan. Khẩu hiệu gọn lại theo thời gian; ban đầu là 'Nhân danh Thiên Chúa, vì tự do của chúng tôi và của bạn' ('W imię Boga za Naszą i Waszą Wolność'). Băng rôn gốc được lưu giữ trong bộ sưu tập của Bảo tàng quân đội Ba Lan ở Warszawa.

## Tiêu ngữ trong cách mạng và lịch sử kháng chiến của thế kỷ 19
Một trong những ví dụ nổi bật đầu tiên của việc người Ba Lan dùng khẩu hiệu và ủng hộ các dân tộc khác đấu tranh giành tự do bên cạnh việc đấu tranh cho chính nghĩa của Ba Lan là Tadeusz Kościuszko và Casimir Pulaski là những người đều chiến đấu cho người Mỹ trong Chiến tranh giành độc lập Mỹ (1775–1783). Kosciuszko sau đó quay trở về Ba Lan dẫn đầu cuộc nổi dậy chống lại nước Nga và việc phân chia Ba Lan do Nga, Phổ và Áo gây ra. Pulaski trước đó cũng đã lãnh đạo cuộc khởi nghĩa chống lại ảnh hưởng của người Nga ở Ba Lan và hy sinh trong trận đánh với quân đội Anh ở Georgia vào năm 1779. Khẩu hiệu sớm trở nên phổ biến và trở thành một trong những tiêu chuẩn quân sự thường thấy nhất trong thời gian Khởi nghĩa tháng Mười một (1830–1831). Trong cuộc chiến chống lại nước Nga, khẩu hiệu biểu thị rằng chiến thắng của Ba Lan cũng có nghĩa là tự do cho những các dân tộc Nga và rằng cuộc khởi nghĩa không chỉ nhằm vào nước Nga mà còn nhắm vào chế độ chuyên quyền (despotism) của Sa hoàng. Sau thất bại của cuộc nổi dậy, khẩu hiệu đã được nhiều đơn vị quân đội Ba Lan do những người tị nạn thành lập ở nước ngoài sử dụng. Trong số này có đơn vị của Józef Bem mà văn bản đặc trưng bằng cả tiếng Ba Lan và tiếng Hungary trong Cách mạng Hungary 1848và bất cứ nơi nào mà người Ba Lan chiến đấu trong thời gian Cách mạng 1848.
Sau khi Khởi nghĩa 1863–1864 bất thành ở Ba Lan, Belarus, Litva và Ukraina, những người tích cực tham gia trong phong trào đã bị Sa hoàng Nga đày đi Đông Siberia. Một số người Ba Lan đã thực hiện một âm mưu và sau đó nổi loạn vào tháng 6 năm 1866. Họ có riêng cờ hiệu của mình với tiêu ngữ được viết lên trên đó.

## Thời kỳ Chiến tranh thế giới thứ hai
Trong thời gian Chiến tranh Nga-Ba Lan (1919-1921), khẩu hiệu được chính phủ Xô Viết sử dụng, tự xem họ là những người đấu tranh cho quyền lợi của những người công nhân và nông dân Ba Lan chống lại những gì được gọi là chính phủ địa chủ và các tư bản Ba Lan.
Tiêu ngữ cũng được Các Tổng Liên đoàn lao động sử dụng giữa các thành viên của Tổ chức Chiến đấu Do Thái, những người lãnh đạo và đấu tranh trong Khởi nghĩa Ghetto Warszawa.
Tiêu ngữ cũng được Các lực lượng vũ trang Ba Lan sử dụng ở phía Tây trong chiến đấu chống Đức quốc xã (1939-1945).

## Tây Ban Nha
Năm 1956, chính phủ Cộng hòa Nhân dân Ba Lan đã lập nên giải thưởng 'Za wolność waszą i naszą' dành cho các thành viên của Lữ đoàn Quốc tế CL ('Dąbrowszczacy'), một phần của Lữ đoàn Quốc tế ủng hộ các đơn vị Quân đội Cộng hòa trong cuộc Nội chiến Tây Ban Nha. Khẩu hiệu của Lữ đoàn Dabrowszczacy là 'Za wolność waszą i naszą'.

## Tiêu ngữ ở Liên Xô và Nga

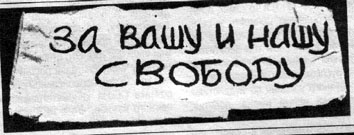
Băng rôn của những người biểu tình ở Quảng trường Đỏ, ngày 25 tháng 8 năm 1968.

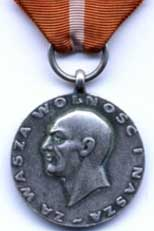
Giải thưởng 'Za wolność waszą i naszą' (tướng cộng sản Karol Świerczewski)

Khẩu hiệu tương đương (tiếng Nga: За вашу и нашу свободу Za vashu i nashu svobodu) đã rất phổ biến trong phong trào phản đối Xô Viết sau sự kiện lịch sử những người biểu tình ở Quảng trường Đỏ nhằm ủng hộ Mùa xuân Praha vào ngày 25 tháng 8 năm 1968.
Khẩu hiệu này cũng đã được dùng trong biểu tình tại Quảng trường Đỏ ngày 24 tháng 8 năm 2008

 và ngày 25 tháng 8 năm 2013, cả hai cuộc biểu tình đều bị cảnh sát Nga đàn áp.

## Hoa Kỳ
Thường được viện dẫn trong những diễn văn chính thức, gồm có bài phát biểu của Tổng thống Hoa Kỳ George W. Bush về sự trợ giúp của Ba Lan trong cuộc chiến chống lại chế độ Saddam Hussein.

## Sách
Khẩu hiệu cũng được sử dụng như là tựa đề của hàng loạt sách bằng tiếng Ba Lan và Tiếng Anh, chẳng hạn như For your freedom and ours: The Polish Armed Forces in the Second World War (2003) (tạm dịch: Vì tự do của bạn và của chúng tôi: Các lực lượng vũ trang Ba Lan trong Chiến tranh thế giới thứ hai), For Your Freedom and Ours: The Kosciuszko Squadron – Forgotten Heroes of World War II (2003) (tạm dịch: Vì Tự do Của Bạn và Của Chúng tôi: Đội quân Kosciuszko - Những người hùng bị quên lãng của Chiến tranh thế giới thứ hai) hay For Your Freedom and Ours: Casimir Pulaski, 1745–1779 (2004) (tạm dịch: Vì Tự do Của Bạn và Của Chúng tôi: Casimir Pulaski, 1745–1779).
Cho đến nay, chính sách đối ngoại và ngoại giao của Ba Lan được dẫn lối với niềm tin rằng nhiệm vụ của Ba Lan là ủng hộ đúng đắn cho Quyền tự quyết, chính phủ dân chủ và tôn trọng Nhân quyền ở các quốc gia khác.